# ジェームズ・チェスター
ジェームズ・グラント・チェスター（James Grant Chester 、1989年1月23日  - ）は、イギリス・チェシャー州ウォリントン出身の元プロサッカー選手。現役時代のポジションは、ディフェンダー。

## クラブ経歴
地元クラブでプレーを始め、8歳の時にマンチェスター・ユナイテッドFCの下部組織に入団。2005年7月、16歳でプロ契約を交わした。2009年1月20日、フットボールリーグカップ準決勝・ダービー・カウンティFC戦の2ndレグで67分にガリー・ネヴィルと交代しトップチームデビュー。その後ピーターバラ・ユナイテッドFC、プリマス・アーガイルFC、カーライル・ユナイテッドFCと下位リーグのクラブへの短期レンタル移籍を繰り返し経験を積んだが、プレミアリーグでプレーすることはついに無かった。
2011年1月7日、ハル・シティAFCに3年半契約で移籍。
2015年7月29日、ウェスト・ブロムウィッチ・アルビオンFCに800万ポンドで移籍。契約は4年。
2016年8月12日、アストン・ヴィラFCに推定800万ポンドで移籍。契約は4年。 
2018-19シーズンからは、ジョン・テリーの後を継ぎ、キャプテンマークを巻く。
2020年8月10日、レンタル移籍で加入したストーク・シティFCに完全移籍することが発表された。
2022年7月6日、ダービー・カウンティFCに1年契約で移籍した。
2023年9月1日、バローAFCに移籍した。
2024年7月17日、サルフォード・シティFCに移籍した。
2025年2月13日、現役引退を表明した。

## 代表歴
チェスター自身はイングランドの生まれだが、母親がデンビーシャー出身のためウェールズ代表を選択する権利も有していた。2014年5月7日、チェスターはウェールズ代表を選択したことを発表。発表から2週間後の5月22日、6月4日に行われる親善試合・オランダ代表戦のメンバーに選ばれた。この試合でスタメン出場しウェールズ代表デビュー。